# Траво
Траво (італ. Travo) — муніципалітет в Італії, у регіоні Емілія-Романья,  провінція П'яченца.
Траво розташоване на відстані близько 410 км на північний захід від Рима, 150 км на захід від Болоньї, 24 км на південний захід від П'яченци.
Населення — 2070 осіб (2014).

## Демографія
Населення за роками:

Станом на 1 січня 2023 року в муніципалітеті офіційно проживало 175 іноземців з 39 країн, серед них 50 громадян країн Євросоюзу та 24 громадяни України.

## Сусідні муніципалітети
- Беттола
- Боббіо
- Колі
- Гаццола
- Пекорара
- Пьоццано
- Ривергаро
- Вігольцоне